# Micmac

Bandeira dos Natuaqanek, parte da comunidade Micmac

Nação Micmac

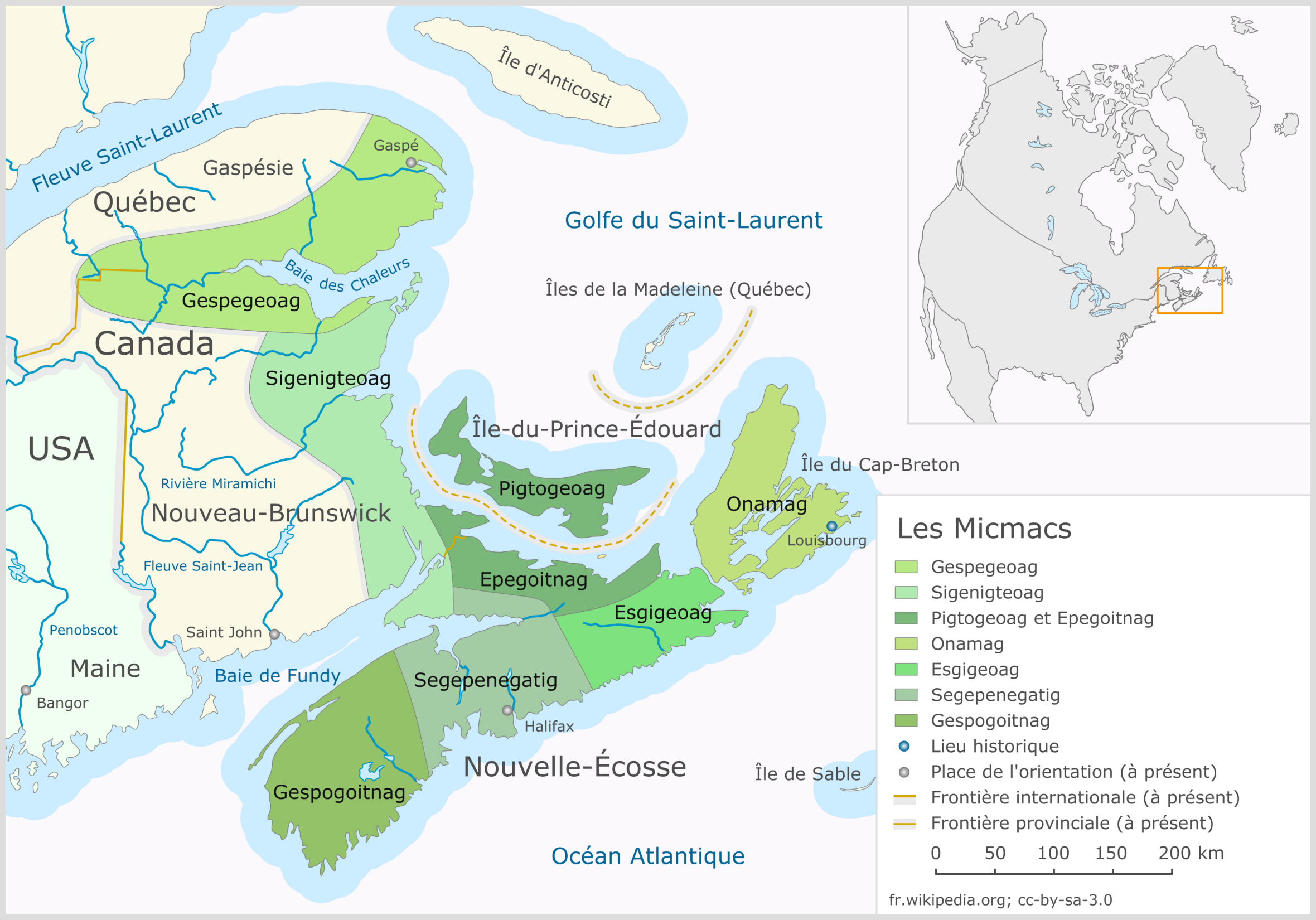
Os Micmacs

Os micmac ou mi'kmag são um grupo étnico indígena do leste do Canadá. Foram um dos primeiros povos a habitarem a região Atlântica do Canadá e são falantes do grupo Wabanaki da família linguística algonquiana, e falam a língua Mi'kmag como dialeto próprio. Atualmente, estão localizados na Nova Escócia, New Brunswick, Quebeque, Terra Nova, Maine e Boston, e falam o inglês ou francês como segunda língua.

## Etimologia
Os Mi'kmag se autodenominavam L'nu'k (o povo), antes da chegada dos europeus. No primeiro contato, os franceses os chamavam de Souriquois e os britânicos os chamavam de Tarrateen. Mi'kmaq é a ortografia correta e significa "meus amigos" na língua Mi'kmag. Pode ser encontrado ortograficamente como Míqmaq, Míkmaq, Mi'mkaq, e Micmac sendo o mais usado.

## Organização social

### Comunidade
Tradicionalmente, as comunidades eram formadas por grupos familiares com graus de parentescos e alianças. O grupo familiar era composto por um sagamaw (líder), a família próxima ao sagamaw, os filhos casados com suas famílias e os parentes do sagamaw.
O território dos Micmac foi denominada de Mi'gma'gi e dividida em 7 regiõesː Unama'gi, Esge'gewa'gi, Sugapune'gati, Epegwitg aq Pigtug, Gespugwi'tg , Signigtewa'gi e Gespe'gewa'gi. E cada região possuía seu sagamaw.

### Política
Tradicionalmente, os Micmac possuiam um Sante' Mawio'mi (Grande Conselho) que consistia em Kji sagamaw (Grão-chefe), keptins (capitães) e putu's (Wampum leitores), que antes da chegada dos europeus, possuíam grande poder político e mantinham relacionamentos estreitos com povos de outras etnias como os Malecite, os Passamaquoddy, os Penobscot e os Abenaki. Atualmente o Sante' Mawio'mi (Grande Conselho) possui poderes limitados e baseados na legislação federal.

## Costumes

### Roupas e ferramentas

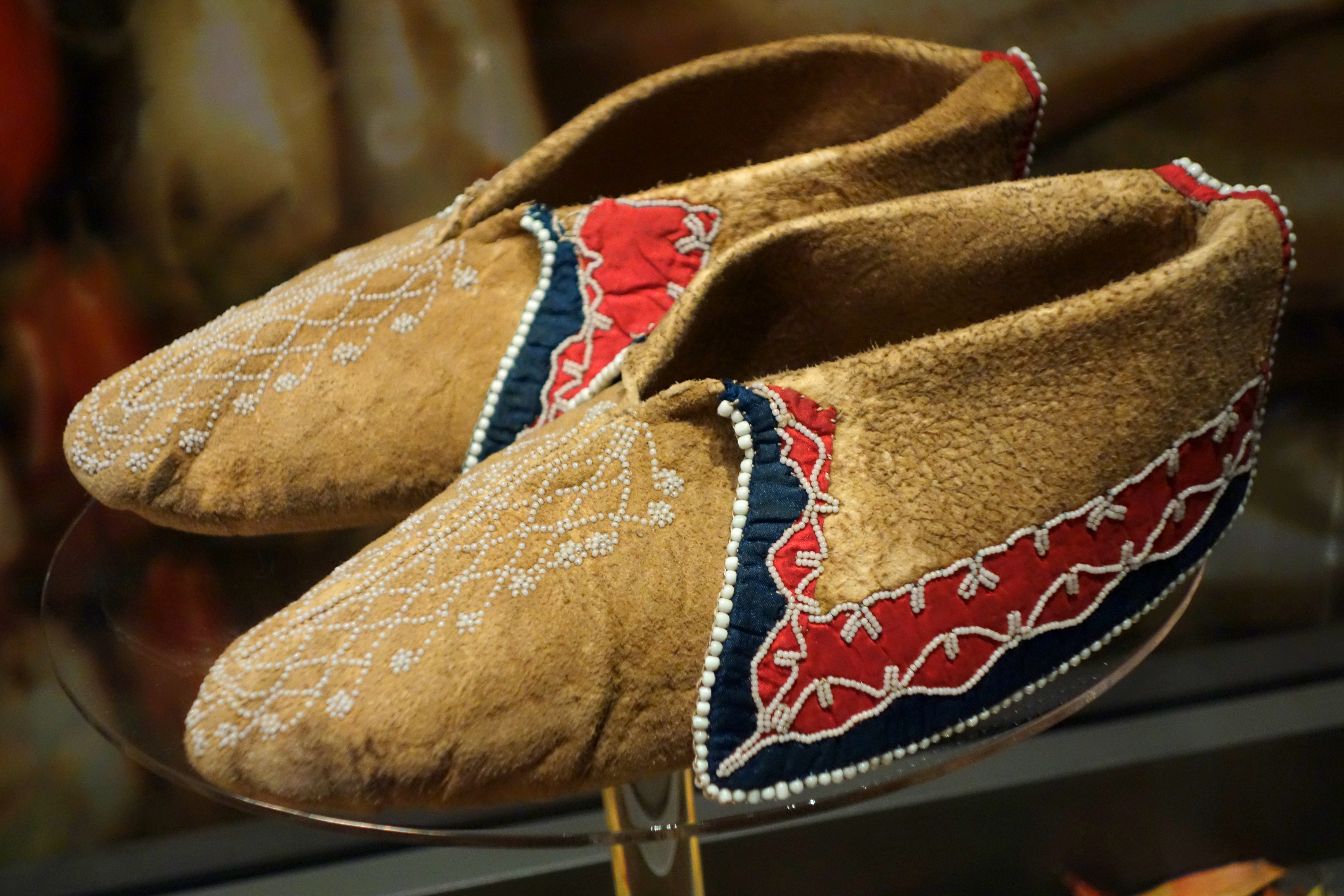
Mocassins micmac

As roupas e sapatos eram feitas com pele de animal que caçavam. Tanto homens quanto mulheres usavam as peles de veados e alces para confeccionar leggings, calças, blusas, vestidos e mocassins. No inverno, um robe ou manta de pele era usado sobre as roupas e faziam calçados com armações de madeira e tiras de couro animal para poder andar na neve fofa. Para costurar as roupas, era usado tendões de veados ou caribus e agulhas de ossos. Algumas vezes ornavam as roupas com conchas, espinhos de porcos-espinho e pintadas com pigmentações de origem vegetal  ou mineral da cor vermelha, amarelo, preto e branco. Após o contato com os europeus, agulhas de metal eram comercializadas, passaram a usar tecidos europeus para a confecção de roupas e trocaram os robes e mantas de pele por cobertores e casacos de lã. E nos anos de 1700, as mulheres micmac passaram a usar chapéus pontiagudos.
Construíam canoas feitas com casca de bétulas e madeiras de cedro, e possuíam entre 5,5 e 8,5 metros. Algumas eram construídas para viagens curtas em rios e lagos, e outras eram construídas para longas viagens, onde cabiam famílias inteiras e seus pertences. E construíam taba'gan (trenós) para transportar cargas pesadas pela neve. No início do século XVII, velas foram adicionadas às canoas.

### Residências

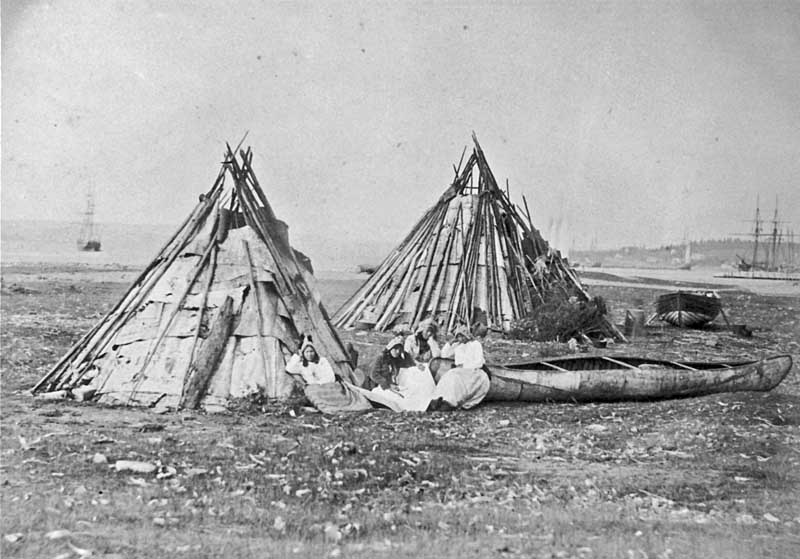
Tenda Micmac

As tendas eram sustentadas por postes de madeiras e possuíam coberturas feitas com casca de bétulas. No verão, as tendas possuíam formatos cônicos; e no inverno, possuíam um formato mais longo e largo; o piso era coberto com galhos de abetos e peles de animais; e uma lareira central fornecia aquecimento e luz.

## Economia
Tradicionalmente, a economia era baseada na pesca e coleta marinha durante a primavera e verão, e baseada na caça na floresta e pesca nos rios durante o outono e inverno.
Com o contato com os europeus, os Micmac passaram a trocar peles por chaleiras de cobre, cobertores de lã, facas de ferro e outros produtos da Europa. Em meados do século XIX, alguns Micmac começaram a trabalhar para os britânicos como guias para abertura de rotas, reparadores das rotas e entregadores de mensagens via terrestre.
No início do século XX, o comércio de pele entrou em declínio, principalmente no período da grande depressão em 1930, e alguns Micmac passaram a trabalhar nas madeireiras e operações de celulose.

## Religião

### Tradicional indígena
Antes da chegada dos europeus, os Micmac praticavam o xamanismo e tinha a religião baseada na espiritualidade e natureza, onde todos os seres humanos, animais, vegetais, minerais e elementos da natureza possuíam espírito. Os puoin (xamãs) eram os responsáveis pelas curas e interações com o mundo espiritual.
Os Micmac acreditavam no Kisu'lk (Criador) ou Kji Niskam (Grande Espírito). Kisu'lk é o criador do mundo. E cada ser humano foi criado com uma missão, mas possuía o livre arbítrio, Caso não cumprisse a missão designada até a sua morte, voltaria em um novo corpo para tentar novamente. Caso cumprisse a missão designada, ficaria no plano espiritual para sempre e auxiliava os seres humanos no plano terreno.

### Catolicismo
No ano de 1610, o Vaticano e os Micmac fizeram um acordo. Neste mesmo ano, ocorreu o primeiro batismo católico de um chefe micmac e, a partir daí, houve conversão em massa e mistura de costumes. Os Micmac continuaram a praticar seus costumes, mas misturando os ensinamentos católicos.

## História
Há mais de 10.000 anos, quando os glaciares começaram a recuar, os Micmac passaram a habitar a região leste do Canadá e chamavam o território de Mi'gma'gi. Durante o outono e inverno, iam para o interior do território e, durante a primavera e verão, iam para a costa. Esse deslocamento era devido aos recursos disponíveis durante as estações.
Em 1497, ocorreu o primeiro contato oficial dos Micmac com os europeus, em uma missão de John Cabot. No seu retorno para a Inglaterra, Cabot levou três pessoas micmac com ele. A partir de 1501, navegantes de várias partes da Europa visitaram a costa Atlântica do Canadá, entrando em contato com os Micmac. E em 1519, os Micmac começaram a comercializar pele com pescadores europeus. Desde o primeiro contato com os não indígenas, doenças trazidas da Europa começaram a dizimar a população Micmac com epidemias.
No ano de 1600, os franceses reivindicaram as terras da região de Nova Escócia e fortaleceram o comércio e as relações missionárias católicas com os Micmac. Em 1607, por causa do comércio de peles de animais, começa uma guerra entre os Micmac e os Abenaki, conhecida como a Guerra Tarrateen e teve a duração de oito anos. Em 1610, o Vaticano e os Micmac firmam o tratado The Concordat Wampum Belt, onde os Micmac tinham o direito de escolher entre o catolicismo e a religião tradicional indígena ou ambas. No ano de 1632, os frades capuchinhos criam uma escola para as crianças micmac em Le Have. Em 1676, os Micmac, os Maliseet, os Passamaquoddy, os Penobscot e os Abenaki se unem e formam a Confederação Wabanaki. E o Major-General Richard Waldron, de New Hampshire, convida um grupo de delegados da Confederação Wabanaki para uma conferência de paz. Nesta conferencia, Waldron mata 8 delegados Wabanaki e vende o restante como escravos. Os Micmac se unem com os Penobscot e os Maliseet, e atacam New Hampshire, matando Waldron e destroem vários fortes ingleses na Nova Inglaterra. Os britânicos declaram guerra e oferecem aos Mohawk recompensa por cada escalpe dos inimigos que conseguissem.
No início dos anos de 1700, os Micmac permanecem em brigas constante com os britânicos. E em 1744, os Micmac se aliam aos franceses na guerra contra os ingleses. Depois de tantos anos em conflito, entre os anos de 1760 e 1761, os Micmac assinam tratados de paz com os britânicos.
No ano de 1972, os Micmac formaram um Sante' Mawio'mi (Grande Conselho) e, em 1973 fundaram a Associação Nativa da Terra Nova e labrador, com o objetivo de preservar suas terras, língua e cultura. A associação mudou o nome para Federação de Índios da Terra Nova, anos mais tarde. No ano de 1984, o Grande Conselho foi oficializado e registrado sob Ato Federal Indígena e, em 1987, formaram a Reserva Indígena Samiajij Miawpukek.